# Cerapachys singaporensis
Cerapachys singaporensis é uma espécie de formiga do gênero Cerapachys.